# Teodorico Pedrini
Teodorico Pedrini, C.M. (30 de junio de 1671 – 10 de diciembre de 1746), fue un sacerdote vicentino, músico y compositor italiano del período barroco, y principalmente misionero en la corte imperial de China durante 36 años.
Pedrini nació en Fermo, en las Marcas, por entonces parte de los Estados Pontificios. Fue el fundador de la Iglesia de Nuestra Señora de Monte Carmelo en Pekín (西堂, Iglesia Xizhimen). Fue el maestro de música de tres hijos del emperador Kangxi de la dinastía Qing y el autor del primer tratado de música occidental escrito en chino, el LǜlǚZhèngyì-Xùbiān, luego incluido en el Siku Quanshu.
Su nombre en chino era 德理格 - Dé Lĭgé.

## Biografía
Fue bautizado el 6 de julio de 1671, en la iglesia parroquial de San Miguel Arcángel de Fermo, con el nombre Paolo Filippo Teodorico Pedrini.
Su padre, Giovanni Francesco Pedrini, nacido en Servigliano el 5 de febrero de 163o0, trabajó como notario en su ciudad natal durante dos años, entre 1654 y 1656. Luego vivió en Roma durante 10 años, fungiendo como canciller del Auditor Camerae. Luego fue el notario principal de Fermo, de 1669 hasta su muerte en 1707.
La madre de Teodorico fue Micolosa Piccioni, nacida en Fermo el 14 de marzo de 1650, hija de otro notario, Giovanni Francesco Piccioni, de Altidona.

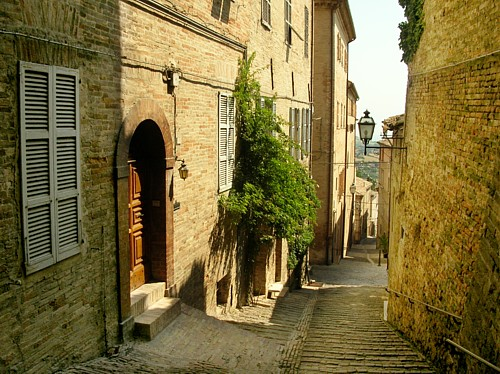
Vista de la ciudad vieja de Fermo, Italia.

Teodorico recibió su tonsura clerical en 1687, y las órdenes menores en Fermo en 1690. Asistió a la Universidad de Fermo, graduándose como doctor en leyes civiles y canónicas el 26 de junio de 1692. Desde el 16 dfe noviembre de ese año hasta el 7 de agosto de 1697 residió en San Salvador en Lauro, llamada Colegio Piceno en Roma. En este período ingresó a la Academia de Arcadia, con el seudónimo de Dioro Taumasio.
El 21 de diciembre de 1697 obtuvo el sub-diaconato, y el 23 de febrero de 1698 ingresó a la Congregación de la Misión de San Vicente de Paúl, orden conocida como de los vicentinos o lazaretos. En marzo de 1698 fue ordenado diácono y dos semanas después, en la noche de Pascua de 1698, presbítero en la basílica de San Juan de Letrán de Roma. Enreta junio de 1698 ingresó a la Basílica de San Juan y San Pablo (Roma), donde permaneció hasta enero de 1702, cuando fue enviado como misionero de Propaganda Fide a China, luego de conocer al papa Clemente XI.